# Palazzo della Prevostura (Castel Goffredo)

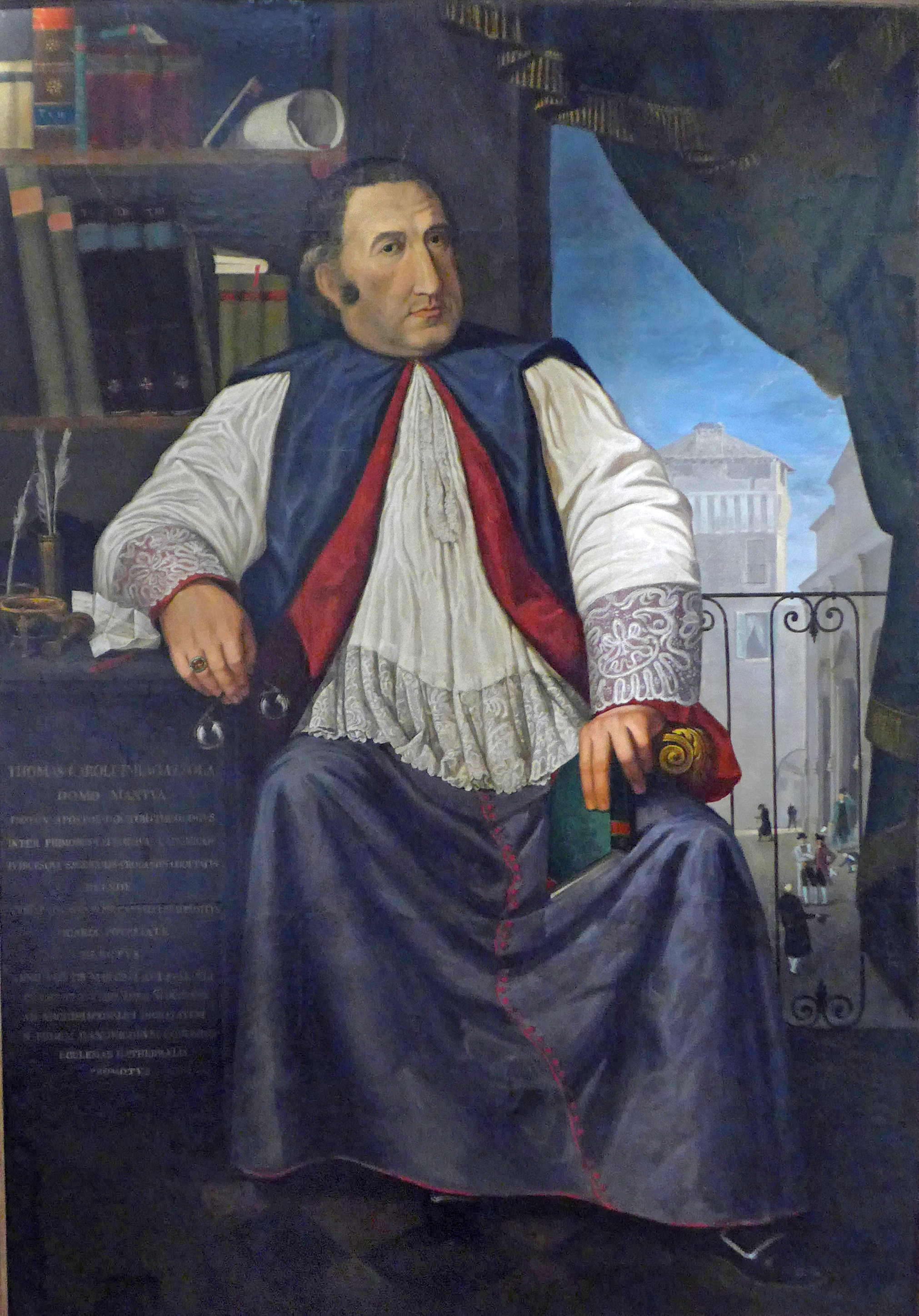
Ritratto del prevosto Tommaso Ragazzola, MAST Castel Goffredo

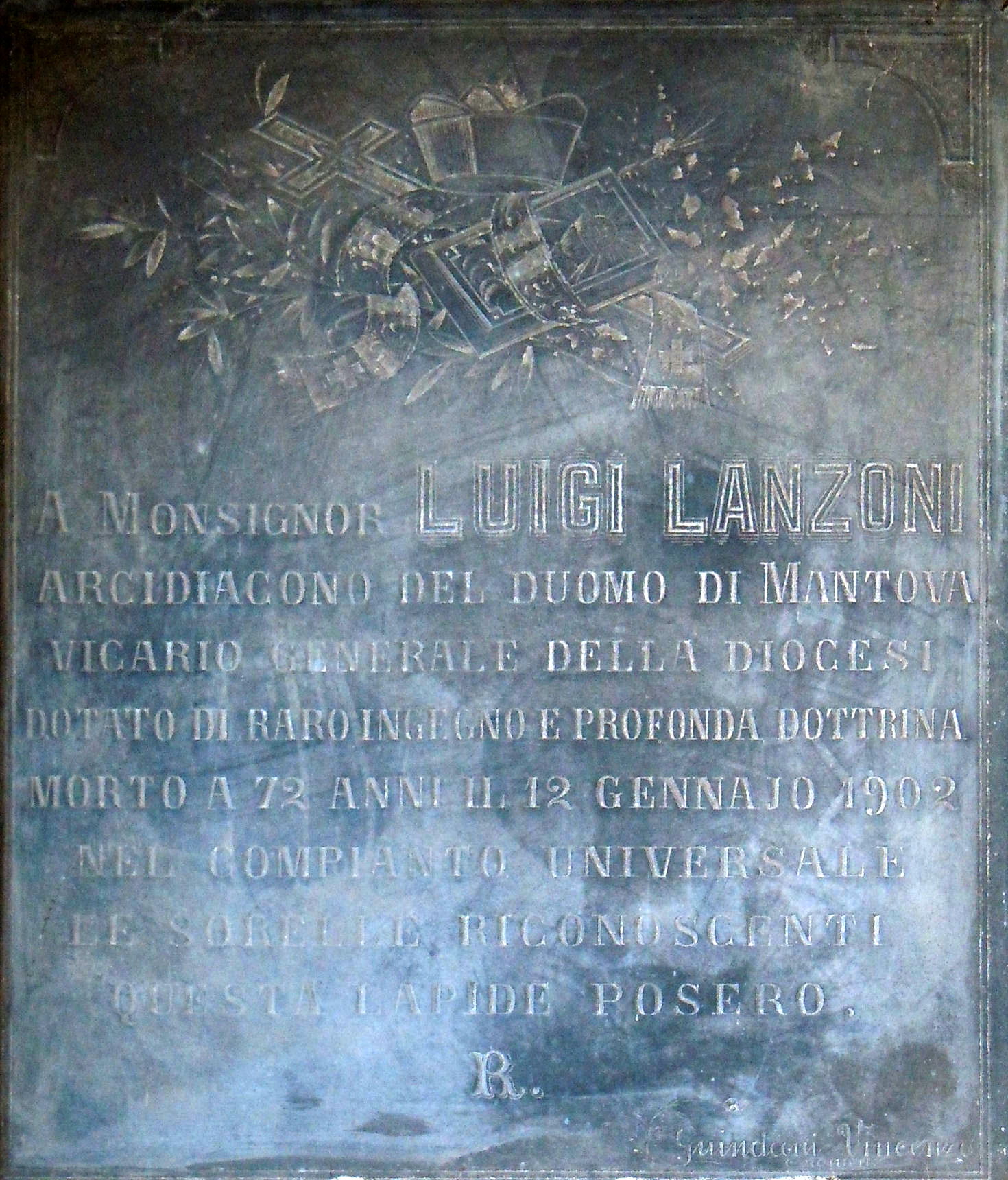
Ostiano, lapide a don Luigi Lanzoni.

Il palazzo della Prevostura (o Antica Prevostura) è un edificio storico di Castel Goffredo, in provincia di Mantova.

## Storia e descrizione
L'edificio, risalente al XV secolo, è dalle sue origini l'abitazione del parroco prevosto della contigua chiesa prepositurale di Sant'Erasmo di Castel Goffredo. Documenti storici fanno risalire la costituzione della parrocchia tra il 1410 e il secondo decennio del Cinquecento.
Realizzato su tre piani, si caratterizza per la facciata a bugnato, con cornici della metà del XIX secolo.
La porta d'ingresso, risalente al XVIII secolo, è opera della bottega dei Ceratelli, ebanisti di Castiglione delle Stiviere.
Dal 2017, dopo importanti restauri, il palazzo ospita il MAST Castel Goffredo, museo della città. Affiancato al palazzo della Prevostura si trova il palazzo Negri, sede della canonica di Castel Goffredo.